# سوق العتيق
سوق العتيق هو أحد أسواق مدينة دمشق، يقع بين الطرف الجنوبي لشارع الثورة وساحة سوق الخيل، يختص هذا السوق ببيع اللحم والسجقات، إحترق سنة 1998م حيث تضرر 30 محلاً تجارياً معدة لبيع العصافير والدجاج وورشات صناعة الأحذية.